# So I Married An Anti-fan
So I Married an Anti-fan es una película china de comedia romántica dirigida por Kim Jae-young y protagonizada por Park Chanyeol, Yuan Shanshan, Seo Ju-hyun y Jiang Chao. La película está basada en So I Married An Anti-fan (en hangul, 그래서 나는 안티 팬과 결혼했다) de Jiwan. La película se estrenó en China por Bona Film Group el 30 de junio de 2016.

## Sinopsis
Es la historia de una reportera de entretenimiento Lee Geun-yeong (Yuan Shanshan), que es despedida al tratar de revelar los secretos de la estrella Hallyu Hoo Joon (Park Chanyeol), después de ser despedida, ella se convierte en una anti-fan, pero después de una serie de eventos, comienza a enamorarse de Hoo Joon.

## Reparto
- Park Chanyeol como Ho Zhuo.
- Yuan Shanshan como Lee Geun Yeong (Miao Miao).
- Seo Ju-hyun como Ai Lin.
- Jiang Chao como Chang Xian.

## Banda sonora
| Título                                          | Artista(s)                    | Posiciones      | Posiciones            | Ventas |
| Título                                          | Artista(s)                    | CHN Baidu Chart | CHN Billboard V Chart | Ventas |
| ----------------------------------------------- | ----------------------------- | --------------- | --------------------- | ------ |
| «I Hate You» - Lanzamiento: 14 de junio de 2016 | Park Chanyeol & Yuan Shanshan | —               | 11                    | —      |